# Squadra Unificata Tedesca ai Giochi della XVIII Olimpiade
La Squadra Unificata Tedesca partecipò ai Giochi della XVIII Olimpiade, svoltisi a Tokyo dal 10 al 24 ottobre 1964, con una delegazione di 337 atleti impegnati in 19 discipline per un totale di 159 competizioni. Portabandiera alla cerimonia di apertura fu la ventunenne tuffatrice Ingrid Krämer, alla sua seconda Olimpiade, già vincitrice di due medaglie d'oro a Roma 1960.
Per la Squadra Unificata Tedesca fu la terza e ultima partecipazione ai Giochi estivi: a partire dall'edizione successiva, infatti, le delegazioni della Germania Est e della Germania Ovest si presentarono separatamente. Il bottino della squadra fu di 50 medaglie: 10 d'oro, 22 d'argento e 18 di bronzo che le valsero il quarto posto nel medagliere complessivo, come nell'edizione precedente. Per quanto riguarda i medaglieri delle singole discipline, la squadra tedesca è risultata prima nell'equitazione e nella vela.

## Medagliere

### Per discipline
| Sport              | Oro | Argento | Bronzo | Totale |
| ------------------ | --- | ------- | ------ | ------ |
| Atletica leggera   | 2   | 5       | 3      | 10     |
| Equitazione        | 2   | 2       | 2      | 6      |
| Canoa/kayak        | 2   | 1       | 1      | 4      |
| Canottaggio        | 1   | 2       | 1      | 4      |
| Tuffi              | 1   | 1       | 0      | 2      |
| Vela               | 1   | 1       | 0      | 2      |
| Ciclismo           | 1   | 0       | 1      | 2      |
| Nuoto              | 0   | 4       | 2      | 6      |
| Pugilato           | 0   | 2       | 1      | 3      |
| Ginnastica         | 0   | 1       | 1      | 2      |
| Judo               | 0   | 1       | 1      | 2      |
| Scherma            | 0   | 1       | 1      | 2      |
| Lotta libera       | 0   | 1       | 0      | 1      |
| Lotta greco-romana | 0   | 0       | 3      | 3      |
| Calcio             | 0   | 0       | 1      | 1      |
| Totale             | 10  | 22      | 18     | 50     |

### Medaglie
| Medaglia | Atleta | Sport              | Evento                                      |
| -------- | --- | ------------------ | ------------------------------------------- |
| Oro      | Willi Holdorf | Atletica leggera   | Decathlon                                   |
| Oro      | Karin Balzer | Atletica leggera   | 80 metri ostacoli                           |
| Oro      | Jürgen Eschert | Canoa/kayak        | C1 1000 metri maschile                      |
| Oro      | Roswitha Esser Annemarie Zimmermann | Canoa/kayak        | K2 500 metri femminile                      |
| Oro      | Peter Neusel Bernhard Britting Joachim Werner Egbert Hirschfelder Tim. Jürgen Oelke | Canottaggio        | Quattro con maschile                        |
| Oro      | Lothar Claesges Karl Heinz Henrichs Karl Link Ernst Streng | Ciclismo           | Inseguimento a squadre                      |
| Oro      | Harry Boldt Reiner Klimke Josef Neckermann | Equitazione        | Dressage a squadre                          |
| Oro      | Hermann Schridde Kurt Jarasinski Hans Günter Winkler | Equitazione        | Salto ostacoli a squadre                    |
| Oro      | Ingrid Engel-Krämer | Tuffi              | Trampolino 3 metri femminile                |
| Oro      | Wilhelm Kuhweide | Vela               | Finn                                        |
| Argento  | Harald Norpoth | Atletica leggera   | 5000 metri piani                            |
| Argento  | Dieter Lindner | Atletica leggera   | Marcia 20 km                                |
| Argento  | Wolfgang Reinhardt | Atletica leggera   | Salto con l'asta                            |
| Argento  | Renate Garisch | Atletica leggera   | Getto del peso femminile                    |
| Argento  | Ingrid Lotz | Atletica leggera   | Lancio del disco femminile                  |
| Argento  | Günter Perleberg Bernhard Schulze Friedhelm Wentzke Holger Zander | Canoa/kayak        | K4 1000 metri maschile                      |
| Argento  | Achim Hill | Canottaggio        | Singolo maschile                            |
| Argento  | Klaus Aeffke Klaus Bittner Karl-Heinz Von Groddeck Hans-Jürgen Wallbrecht Klaus Behrens Jürgen Schröder Jürgen Plagemann Horst Meyer Tim. Thomas Ahrens | Canottaggio        | Otto maschile                               |
| Argento  | Harry Boldt | Equitazione        | Dressage individuale                        |
| Argento  | Hermann Schridde | Equitazione        | Salto ostacoli individuale                  |
| Argento  | Birgit Radochla | Ginnastica         | Volteggio femminile                         |
| Argento  | Wolfgang Hofmann | Judo               | 80 kg maschile                              |
| Argento  | Klaus Rost | Lotta libera       | Pesi leggeri                                |
| Argento  | Frank Wiegand | Nuoto              | 400 metri stile libero maschili             |
| Argento  | Horst Löffler Frank Wiegand Uwe Jacobsen Hans-Joachim Klein | Nuoto              | Staffetta 4x100 metri stile libero maschile |
| Argento  | Horst-Günter Gregor Gerhard Hetz Frank Wiegand Hans-Joachim Klein | Nuoto              | Staffetta 4x200 metri stile libero maschile |
| Argento  | Ernst-Joachim Küppers Egon Henninger Horst-Günter Gregor Hans-Joachim Klein | Nuoto              | Staffetta 4x100 metri misti maschile        |
| Argento  | Emil Schulz | Pugilato           | Pesi medi                                   |
| Argento  | Hans Huber | Pugilato           | Pesi massimi                                |
| Argento  | Helga Volz-Mees | Scherma            | Fioretto individuale femminile              |
| Argento  | Ingrid Engel-Krämer | Tuffi              | Piattaforma 10 metri femminile              |
| Argento  | Peter Ahrendt Ulrich Mense Wilfried Lorenz | Vela               | Dragone                                     |
| Bronzo   | Klaus Lehnertz | Atletica leggera   | Salto con l'asta                            |
| Bronzo   | Uwe Beyer | Atletica leggera   | Lancio del martello                         |
| Bronzo   | Hans-Joachim Walde | Atletica leggera   | Decathlon                                   |
| Bronzo   | Gerd Backhaus Wolfgang Barthels Bernd Bauchspieß Dieter Engelhardt Otto Fräßdorf Henning Frenzel Manfred Geisler Jürgen Heinsch Gerhard Körner Klaus Lisiewicz Jürgen Nöldner Herbert Pankau Peter Rock Klaus-Dieter Seehaus Hermann Stöcker Werner Unger Klaus Urbanczyk Eberhard Vogel Manfred Walter Horst Weigang | Calcio             | Torneo                                      |
| Bronzo   | Heinz Büker Holger Zander | Canoa/kayak        | K2 1000 metri maschile                      |
| Bronzo   | Michael Schwan Wolfgang Hottenrott | Canottaggio        | Due senza maschile                          |
| Bronzo   | Willi Fuggerer Klaus Kobusch | Ciclismo           | Tandem                                      |
| Bronzo   | Fritz Ligges | Equitazione        | Concorso completo individuale               |
| Bronzo   | Fritz Ligges Horst Karsten Gerhard Schulz Karl-Heinz Fuhrmann | Equitazione        | Concorso completo a squadre                 |
| Bronzo   | Erwin Koppe Günter Lyhs Klaus Köste Peter Weber Philipp Fürst Siegfried Fülle | Ginnastica         | Concorso a squadre maschile                 |
| Bronzo   | Klaus Glahn | Judo               | Open maschile                               |
| Bronzo   | Lothar Metz | Lotta greco-romana | Pesi medi                                   |
| Bronzo   | Heinz Kiehl | Lotta greco-romana | Pesi medio-massimi                          |
| Bronzo   | Wilfried Dietrich | Lotta greco-romana | Pesi massimi                                |
| Bronzo   | Hans-Joachim Klein | Nuoto              | 100 metri stile libero maschili             |
| Bronzo   | Gerhard Hetz | Nuoto              | 400 metri misti maschili                    |
| Bronzo   | Heinz Schulz | Pugilato           | Pesi piuma                                  |
| Bronzo   | Helga Volz-Mees Heidi Schmid Rosemarie Weiß Gudrun Theuerkauff | Scherma            | Fioretto a squadre femminile                |

## Risultati

### Pallanuoto
| Atleta | Classifica |
| --- | ---------- |
| Squadra Unificata Tedesca - Giochi olimpici - Tokyo 1964Schmidt • Höhne • Ballerstedt • Thiele • Schulze • Thiel • Schlenkrich • Mäder • Vohs • Kluge • Wittig, CT: Rolf Bastel | 6°         |